# 나카바루촌
나카바루촌(仲原村)은 후쿠오카현 가스야군에 설치되었던 촌이다. 1957년 3월 31일 나카바루촌, 오카와촌 등 2개 촌이 합병하여 가스야정이 신설되고 폐지되었다.